# احمد سمیر (بازیکن فوتبال اردنی)
احمد سمیر (عربی: احمد سمير صالح؛ زادهٔ ۲۷ مارس ۱۹۹۱) بازیکن فوتبال اهل اردن است.
از باشگاه‌هایی که در آن بازی کرده‌است می‌توان به العروبی امارات اشاره کرد.
وی همچنین در تیم ملی فوتبال اردن بازی کرده‌است.